# Ту-243
Ту-243 (ВР-3Д, «Рейс-Д») — радянський і російський розвідувальний БПЛА. Перший політ здійснив у 1970 році.
Серійно випускається з 1994 року. Прийнятий на озброєння у 1999 році. Виготовляється на заводі «КумАПП» м. Кумертау. Являє собою модернізовану версію Ту-143. Порівняно з Ту-143 повністю оновлено склад розвідувального обладнання. Розвідувальне обладнання, що комплектується у двох варіантах, дозволяє вести спостереження вдень та вночі.
У першому варіанті встановлюється панорамний аерофотоапарат типу ПА-402 та система телевізійної розвідки «Аіст-М» з передачею інформації в реальному масштабі часу по радіолінії «Трасса-М».
У другому варіанті: ПА-402 та система інфрачервоної розвідки «Зима-М» з передачею інформації по «Трассі-М». Крім передачі на землю, інформація записується на борту БПЛА. Для полегшення пошуку БПЛА встановлюється радіомаяк типу «Маркер». Конструкція планера БПЛА особливих змін не зазнала, зберігши силову установку БПЛА Ту-143.
У 2008 році було організовано конкурс на модернізацію Ту-143 та Ту-243. Переможцем конкурсу було визнано КБ Туполєв.

## Оператори

### Росія
Сухопутні війська Російської Федерації — «Рейс» і «Рейс-Д» перебувають на озброєнні на 2016.

## ЛТХ
| Характеристика                | Значення       |
| ----------------------------- | -------------- |
| Розмах крила, м               | 2,25           |
| Довжина, м                    | 8,29           |
| Висота, м                     | 1,576          |
| Площа крила, м²               | 2,90           |
| маса, кг                      | 1400           |
| Тип двигуна                   | 1 ТРД ТРЗ-117А |
| Тяга, кгс                     | 1 × 640        |
| Прискорювач                   | РДДТ-243ДТ     |
| Крейсерська швидкість, км/год | 850-940        |
| Дальність польоту, км         | 360            |
| Практична стеля, м            | 5000           |
| Мінімальна висота польоту, м  | 50             |

## Російсько-українська війна
Під час російського вторгнення в Україну, 13 березня 2022 року, ЗСУ збили російський Ту-243 (№ 3156483033015) із ПЗРК неподалік Овруча.